# Championnats de France de tennis interclubs
Les Championnats de France de tennis interclubs sont une compétition de tennis qui opposent différents clubs français. Organisés annuellement par la Fédération française de tennis, la finale a lieu au mois de décembre après la fin de la saison régulière.

## Format
Les rencontres comprennent quatre matchs de simple suivis de deux matchs de double. Chaque match remporté vaut un point. Il existait une règle qui permettait l'octroi d'un point bonus à l'équipe qui remportait les deux doubles. La première équipe qui remporte quatre matchs gagne la rencontre. Il peu y avoir une égalité dans les rencontres de poules mais en finale, si les deux équipes sont à 3-3, elles sont départagées lors d'un super tie-break de double en 10 points. Cette configuration a par exemple eu lieu lors des championnats masculins en 2017, 2018, 2023 et 2024.
La victoire de la rencontre rapporte trois points, le nul deux points et la défaite un point. Le forfait entraîne la perte de deux points et la disqualification d'un point. Tous les matchs se déroulent en deux sets gagnants avec un troisième sous la forme d'un super tie-break en dix points.

## Organisation
Disputé en fin d'année après la saison individuelle, le Championnat de première division nommé Pro A oppose les douze meilleurs clubs de France répartis en deux poules de six (les dix meilleurs dans le championnat féminin). Chaque équipe dispute cinq matchs (quatre chez les femmes) dont au moins deux à domicile. Les deux équipes terminant à la première place de chaque poule disputent la finale dans un lieu neutre tandis que les deux dernières sont reléguées en division inférieure, la Pro B.
Depuis 2007, le vainqueur de l'édition féminine est désigné Champion de l'année suivante. Ainsi, le Lagardère Paris Racing vainqueur fin 2006 du championnat féminin est déclaré Champion de France 2007.
Malgré la présence régulière des meilleurs joueurs de tennis français et de nombreux joueurs de tennis européen classés dans le top 100 mondial, les championnats de France interclub se déroulent dans un relatif anonymat.

## Historique des noms
- 1914 à 1977 : Première division
- 1978 à 1991 : Division Nationale
- 1992 à 2011 : Division Nationale 1A
- 2011 à 2018 : Première division
- depuis 2019 : Pro A

## Structure du championnat
Le Championnat de France comporte un total de six divisions nationales pour les hommes et cinq pour les femmes. En dessous se trouvent les divisions régionales et départementales dont les championnats dont gérés respectivement par les Ligues et les Comités départementaux.
| Niveau | Championnat masculin                                | Championnat masculin                                | Championnat masculin                                | Championnat masculin                                | Championnat masculin                                | Championnat masculin                                | Championnat masculin                                | Championnat masculin |
| ------ | --------------------------------------------------- | --------------------------------------------------- | --------------------------------------------------- | --------------------------------------------------- | --------------------------------------------------- | --------------------------------------------------- | --------------------------------------------------- | -------------------- |
| 1      | Pro A 12 équipes réparties en 2 poules de 6         | Pro A 12 équipes réparties en 2 poules de 6         | Pro A 12 équipes réparties en 2 poules de 6         | Pro A 12 équipes réparties en 2 poules de 6         | Pro A 12 équipes réparties en 2 poules de 6         | Pro A 12 équipes réparties en 2 poules de 6         | Pro A 12 équipes réparties en 2 poules de 6         |                      |
| 2      | Pro B 12 équipes réparties en 2 poules de 6         | Pro B 12 équipes réparties en 2 poules de 6         | Pro B 12 équipes réparties en 2 poules de 6         | Pro B 12 équipes réparties en 2 poules de 6         | Pro B 12 équipes réparties en 2 poules de 6         | Pro B 12 équipes réparties en 2 poules de 6         | Pro B 12 équipes réparties en 2 poules de 6         |                      |
| 3      | Nationale 1 24 équipes réparties en 4 poules de 6   | Nationale 1 24 équipes réparties en 4 poules de 6   | Nationale 1 24 équipes réparties en 4 poules de 6   | Nationale 1 24 équipes réparties en 4 poules de 6   | Nationale 1 24 équipes réparties en 4 poules de 6   | Nationale 1 24 équipes réparties en 4 poules de 6   | Nationale 1 24 équipes réparties en 4 poules de 6   |                      |
| 4      | Nationale 2 48 équipes réparties en 8 poules de 6   | Nationale 2 48 équipes réparties en 8 poules de 6   | Nationale 2 48 équipes réparties en 8 poules de 6   | Nationale 2 48 équipes réparties en 8 poules de 6   | Nationale 2 48 équipes réparties en 8 poules de 6   | Nationale 2 48 équipes réparties en 8 poules de 6   | Nationale 2 48 équipes réparties en 8 poules de 6   |                      |
| 5      | Nationale 3 72 équipes réparties en 12 poules de 6  | Nationale 3 72 équipes réparties en 12 poules de 6  | Nationale 3 72 équipes réparties en 12 poules de 6  | Nationale 3 72 équipes réparties en 12 poules de 6  | Nationale 3 72 équipes réparties en 12 poules de 6  | Nationale 3 72 équipes réparties en 12 poules de 6  | Nationale 3 72 équipes réparties en 12 poules de 6  |                      |
| 6      | Nationale 4 126 équipes réparties en 21 poules de 6 | Nationale 4 126 équipes réparties en 21 poules de 6 | Nationale 4 126 équipes réparties en 21 poules de 6 | Nationale 4 126 équipes réparties en 21 poules de 6 | Nationale 4 126 équipes réparties en 21 poules de 6 | Nationale 4 126 équipes réparties en 21 poules de 6 | Nationale 4 126 équipes réparties en 21 poules de 6 |                      |

| Niveau | Championnat féminin                                | Championnat féminin                                | Championnat féminin                                | Championnat féminin                                | Championnat féminin                                | Championnat féminin                                | Championnat féminin                                | Championnat féminin |
| ------ | -------------------------------------------------- | -------------------------------------------------- | -------------------------------------------------- | -------------------------------------------------- | -------------------------------------------------- | -------------------------------------------------- | -------------------------------------------------- | ------------------- |
| 1      | Pro A 10 équipes réparties en 2 poules de 5        | Pro A 10 équipes réparties en 2 poules de 5        | Pro A 10 équipes réparties en 2 poules de 5        | Pro A 10 équipes réparties en 2 poules de 5        | Pro A 10 équipes réparties en 2 poules de 5        | Pro A 10 équipes réparties en 2 poules de 5        | Pro A 10 équipes réparties en 2 poules de 5        |                     |
| 2      | Pro B 12 équipes réparties en 2 poules de 6        | Pro B 12 équipes réparties en 2 poules de 6        | Pro B 12 équipes réparties en 2 poules de 6        | Pro B 12 équipes réparties en 2 poules de 6        | Pro B 12 équipes réparties en 2 poules de 6        | Pro B 12 équipes réparties en 2 poules de 6        | Pro B 12 équipes réparties en 2 poules de 6        |                     |
| 3      | Nationale 1 24 équipes réparties en 4 poules de 6  | Nationale 1 24 équipes réparties en 4 poules de 6  | Nationale 1 24 équipes réparties en 4 poules de 6  | Nationale 1 24 équipes réparties en 4 poules de 6  | Nationale 1 24 équipes réparties en 4 poules de 6  | Nationale 1 24 équipes réparties en 4 poules de 6  | Nationale 1 24 équipes réparties en 4 poules de 6  |                     |
| 4      | Nationale 2 48 équipes réparties en 8 poules de 6  | Nationale 2 48 équipes réparties en 8 poules de 6  | Nationale 2 48 équipes réparties en 8 poules de 6  | Nationale 2 48 équipes réparties en 8 poules de 6  | Nationale 2 48 équipes réparties en 8 poules de 6  | Nationale 2 48 équipes réparties en 8 poules de 6  | Nationale 2 48 équipes réparties en 8 poules de 6  |                     |
| 5      | Nationale 3 96 équipes réparties en 16 poules de 6 | Nationale 3 96 équipes réparties en 16 poules de 6 | Nationale 3 96 équipes réparties en 16 poules de 6 | Nationale 3 96 équipes réparties en 16 poules de 6 | Nationale 3 96 équipes réparties en 16 poules de 6 | Nationale 3 96 équipes réparties en 16 poules de 6 | Nationale 3 96 équipes réparties en 16 poules de 6 |                     |

## Palmarès
Le site de la Fédération française fait remonter le palmarès à 1939.

### Championnat Masculin
| Saison | Lieu                                                    | Vainqueur                                               | Finaliste                                               | Score                                                   |
| ------ | ------------------------------------------------------- | ------------------------------------------------------- | ------------------------------------------------------- | ------------------------------------------------------- |
| 2025   | Colomiers                                               | TC Quimperlé (2)                                        | Villa Primrose                                          | 4-2                                                     |
| 2024   | Toulouse                                                | TC Boulogne-Billancourt                                 | TC Loon-Plage                                           | 4-3                                                     |
| 2023   | Créteil                                                 | Blanc Mesnil ST                                         | TC Boulogne-Billancourt                                 | 4-3                                                     |
| 2022   | Créteil                                                 | Stade Toulousain                                        | TC Loon-Plage                                           | 4-2                                                     |
| 2021   | Championnats annulés pour cause de pandémie de covid-19 | Championnats annulés pour cause de pandémie de covid-19 | Championnats annulés pour cause de pandémie de covid-19 | Championnats annulés pour cause de pandémie de covid-19 |
| 2020   | Talence                                                 | Villa Primrose (4)                                      | TC Quimperlé                                            | 4-2                                                     |
| 2019   | Talence                                                 | US Colomiers                                            | Blagnac Tennis Club                                     | 4-2                                                     |
| 2018   | Lannion                                                 | Villa Primrose (3)                                      | Blanc Mesnil ST                                         | 4-3                                                     |
| 2017   | Lannion                                                 | Saint-Amand TCPH                                        | TC Quimperlé                                            | 4-3                                                     |
| 2016   | Sarcelles                                               | Villa Primrose (2)                                      | TC Boulogne-Billancourt                                 | 4-2                                                     |
| 2015   | Sarcelles                                               | AASS Sarcelles                                          | TC Paris                                                | 5-1                                                     |
| 2014   | Marcq-en-Barœul                                         | TC Paris (3)                                            | TC Lille                                                | 4-2                                                     |
| 2013   | Marcq-en-Barœul                                         | TC Quimperlé                                            | TC Paris                                                | 4-2                                                     |
| 2012   | Marcq-en-Barœul                                         | Villa Primrose (1)                                      | TC Paris                                                | 4-0                                                     |
| 2011   | Croissy-Beaubourg                                       | Lagardère Paris Racing (2)                              | Villa Primrose                                          | 4-3                                                     |
| 2010   | Croissy-Beaubourg                                       | AS Patton Rennes 35 (10)                                | TC Lille                                                | 5-1                                                     |
| 2009   | Croissy-Beaubourg                                       | Lagardère Paris Racing (1)                              | Villa Primrose                                          | 3-3                                                     |
| 2008   | Croissy-Beaubourg                                       | AS Patton Rennes 35 (9)                                 | AS Bondy                                                | 3-3                                                     |
| 2007   | Rouen                                                   | Paris Jean-Bouin (3)                                    | AS Patton Rennes 35                                     | 4-1                                                     |
| 2006   | Rouen                                                   | Paris Jean-Bouin (2)                                    | AS Bondy                                                | 4-0                                                     |
| 2005   | Rouen                                                   | Paris Jean-Bouin (1)                                    | AS Patton Rennes 35                                     | 4-2                                                     |
| 2004   | Marcq-en-Barœul                                         | AS Patton Rennes 35 (8)                                 | Paris Jean-Bouin                                        | 4-1                                                     |

| - 2003 : AS Patton Rennes 35 (7) - 2002 : TC Lille - 2001 : AS Patton Rennes 35 (6) - 2000 : Racing Club de France (61) - 1999 : AS Patton Rennes 35 (5) - 1998 : ASPTT Metz - 1997 : AS Patton Rennes 35 (4) - 1996 : Racing Club de France (60) - 1995 : AS Patton Rennes 35 (3) - 1994 : AS Patton Rennes 35 (2) - 1993 : Racing Club de France (59) - 1992 : Racing Club de France (58) - 1991 : AS Patton Rennes 35 (1) - 1990 : Racing Club de France (57) - 1989 : Racing Club de France (56) - 1988 : Racing Club de France (55) - 1987 : TC Paris (2) - 1986 : Racing Club de France (54) - 1985 : CA Vincennes - 1984 : Racing Club de France (53) - 1983 : Nice Lawn Tennis Club (5) - 1982 : Racing Club de France (52) - 1981 : Racing Club de France (51) - 1980 : Nice Lawn Tennis Club (4) - 1979 : Nice Lawn Tennis Club (3) - 1978 : Nice Lawn Tennis Club (2) - 1977 : Nice Lawn Tennis Club (1) | - 1976 : Racing Club de France (50) - 1975 : Racing Club de France (49) - 1974 : Racing Club de France (48) - 1973 : Racing Club de France (47) - 1972 : Racing Club de France (46) - 1971 : Racing Club de France (45) - 1970 : Racing Club de France (44) - 1969 : Racing Club de France (43) - 1968 : Racing Club de France (42) - 1967 : Racing Club de France (41) - 1966 : Racing Club de France (40) - 1965 : Racing Club de France (39) - 1964 : Racing Club de France (38) - 1963 : Racing Club de France (37) - 1962 : Racing Club de France (36) - 1961 : Racing Club de France (35) - 1960 : Racing Club de France (34) - 1959 : Racing Club de France (33) - 1958 : Racing Club de France (32) - 1957 : Racing Club de France (31) - 1956 : Racing Club de France (30) - 1955 : Racing Club de France (29) - 1954 : Racing Club de France (28) - 1953 : Racing Club de France (27) - 1952 : Racing Club de France (26) - 1951 : Racing Club de France (25) - 1950 : TC Paris (1) | - 1949 : Racing Club de France (24) - 1948 : Racing Club de France (23) - 1940 à 1947 : non-disputé - 1939 : Racing Club de France (22) - 1938 : Racing Club de France (21) - 1937 : Racing Club de France (20) - 1936 : Racing Club de France (19) - 1935 : Racing Club de France (18) - 1934 : Racing Club de France (17) - 1933 : Racing Club de France (16) - 1932 : Racing Club de France (15) - 1931 : Racing Club de France (14) - 1930 : Racing Club de France (13) - 1929 : Racing Club de France (12) - 1928 : Racing Club de France (11) - 1927 : Racing Club de France (10) - 1926 : Racing Club de France (9) - 1925 : Racing Club de France (8) - 1924 : Racing Club de France (7) - 1923 : Racing Club de France (6) - 1922 : Racing Club de France (5) - 1921 : Racing Club de France (4) - 1920 : Racing Club de France (3) - 1919 : Racing Club de France (2) - 1915 à 1918 : non-disputé - 1914 : Racing Club de France (1) |

### Championnat Féminin
| Saison | Lieu                                                    | Vainqueur                                               | Finaliste                                               | Score                                                   |                                                        |
| ------ | ------------------------------------------------------- | ------------------------------------------------------- | ------------------------------------------------------- | ------------------------------------------------------- | ------------------------------------------------------ |
| 2025   | Colomiers                                               | TC Villiers-le-Bel                                      | CSM Eaubonne                                            | 4-1                                                     |                                                        |
| 2024   | Toulouse                                                | TC Tremblaysien                                         | TC Boulogne-Billancourt                                 | 4-1                                                     |                                                        |
| 2023   | Créteil                                                 | CT Clermontois (2)                                      | TC Tremblaysien                                         | 4-1                                                     |                                                        |
| 2022   | Créteil                                                 | CT Clermontois (1)                                      | TC Boulogne-Billancourt                                 | 4-0                                                     |                                                        |
| 2021   | Championnats annulés pour cause de pandémie de covid-19 | Championnats annulés pour cause de pandémie de covid-19 | Championnats annulés pour cause de pandémie de covid-19 | Championnats annulés pour cause de pandémie de covid-19 |                                                        |
| 2020   | Talence                                                 | TC Paris (8)                                            | ASPTT Metz                                              | 4-1                                                     |                                                        |
| 2019   | Talence                                                 | TC Paris (7)                                            | ASPTT Metz                                              | 4-0                                                     |                                                        |
| 2018   | Lannion                                                 | ASPTT Metz                                              | US Colomiers                                            | 5-1                                                     |                                                        |
| 2017   | Lannion                                                 | TC Paris (6)                                            | Grenoble Tennis                                         | 4-0                                                     |                                                        |
| 2016   | Sarcelles                                               | TC Thionville (2)                                       | TC Boulogne-Billancourt                                 | 3-3                                                     |                                                        |
| 2015   | Sarcelles                                               | TC Paris (5)                                            | Saint Germain TPBV                                      | 4-0                                                     |                                                        |
| 2014   | Marcq-en-Barœul                                         | TCM Denain (2)                                          | ASPTT Metz                                              | 4-2                                                     |                                                        |
| 2013   | Marcq-en-Barœul                                         | Lagardère Paris Racing (5)                              | ASPTT Metz                                              | 4-2                                                     |                                                        |
| 2012   | Marcq-en-Barœul                                         | TCM Denain (1)                                          | Levallois SC                                            | 4-2                                                     |                                                        |
| 2011   | Croissy-Beaubourg                                       | Levallois SC                                            | TCM Denain                                              | 4-2                                                     |                                                        |
| 2010   | Croissy-Beaubourg                                       | Lagardère Paris Racing (4)                              | TC Cormontreuil                                         | 4-2                                                     |                                                        |
| 2009   | Croissy-Beaubourg                                       | Lagardère Paris Racing (3)                              | TC Cormontreuil                                         | 4-2                                                     |                                                        |
| 2008   | Croissy-Beaubourg                                       | Lagardère Paris Racing (2)                              | AS Patton Rennes 35                                     | 3-3                                                     |                                                        |
| 2007   | Paris                                                   | Lagardère Paris Racing (1)                              | TCM Denain                                              | 4-1                                                     |                                                        |
| 2006   | édition annulée pour cause de changement de calendrier  | édition annulée pour cause de changement de calendrier  | édition annulée pour cause de changement de calendrier  | édition annulée pour cause de changement de calendrier  | édition annulée pour cause de changement de calendrier |
| 2005   | Grenoble                                                | CT Taverny                                              | AS Patton Rennes 35                                     | 4-2                                                     |                                                        |
| 2004   | Toulouse                                                | Stade Toulousain                                        | TC Thionville                                           | 4-2                                                     |                                                        |
| 2003   | Toulouse                                                | TC Thionville (1)                                       | TC Paris                                                | 6-2                                                     |                                                        |
| 2002   | Toulouse                                                | Racing Club de France (45)                              | Stade Toulousain                                        | 4-3                                                     |                                                        |
| 2001   | Limoges                                                 | Racing Club de France (44)                              | AS Patton Rennes 35                                     | -                                                       |                                                        |
| 2000   | -                                                       | Racing Club de France (43)                              | AS Patton Rennes 35                                     | -                                                       |                                                        |
| 1990   | Aix-les-Bains                                           | TC Paris (4)                                            | Racing Club de France                                   | 4-3                                                     |                                                        |

| - 1999 : TC Meru (2) - 1998 : TC Meru (1) - 1997 : Racing Club de France (42) - 1996 : Racing Club de France (41) - 1995 : Racing Club de France (40) - 1994 : Monte-Carlo CC - 1993 : Racing Club de France (39) - 1992 : Racing Club de France (38) - 1991 : Côte Basque CC - 1990 : voir tableau ci-dessus - 1989 : TC Paris (3) - 1988 : TC Paris (2) - 1987 : Racing Club de France (37) - 1986 : CASG Paris (11) - 1985 : CASG Paris (10) - 1984 : CASG Paris (9) - 1983 : CASG Paris (8) - 1982 : CASG Paris (7) - 1981 : CASG Paris (6) - 1980 : CASG Paris (5) - 1979 : CASG Paris (4) | - 1978 : CASG Paris (3) - 1977 : Racing Club de France (36) - 1976 : Racing Club de France (35) - 1975 : Racing Club de France (34) - 1974 : Racing Club de France (33) - 1973 : Racing Club de France (32) - 1972 : Racing Club de France (31) - 1971 : Racing Club de France (30) - 1970 : Racing Club de France (29) - 1969 : Racing Club de France (28) - 1968 : Racing Club de France (27) - 1967 : Racing Club de France (26) - 1966 : Racing Club de France (25) - 1965 : Racing Club de France (24) - 1964 : Racing Club de France (23) - 1963 : Racing Club de France (22) - 1962 : Racing Club de France (21) - 1961 : Racing Club de France (20) - 1960 : Racing Club de France (19) - 1959 : CASG Paris (2) - 1958 : Racing Club de France (18) | - 1957 : CASG Paris (1) - 1956 : Racing Club de France (17) - 1955 : Racing Club de France (16) - 1954 : Racing Club de France (15) - 1953 : Racing Club de France (14) - 1952 : Racing Club de France (13) - 1951 : Racing Club de France (12) - 1950 : Racing Club de France (11) - 1949 : Racing Club de France (10) - 1948 : Racing Club de France (9) - 1940 à 1947 : non-disputé - 1939 : Racing Club de France (8) - 1938 : Racing Club de France (7) - 1937 : Racing Club de France (6) - 1936 : Racing Club de France (5) - 1935 : Racing Club de France (4) - 1934 : Racing Club de France (3) - 1933 : Racing Club de France (2) - 1929 : Racing Club de France (1) - 1927 : TC Paris (1) - 1926 : Stade français (1) |

Note : 
- Lagardère Paris Racing ayant gagné l'appel d'offre de la ville de Paris pour reprendre la concession des terrains de la Croix-Catelan au Bois de Boulogne, la section tennis du Racing Club de France disparaît en 2006.
- Le CASG Paris devient en 2002 le Paris Jean-Bouin

## Bilan des clubs
| Équipe                       | Nb | Ecart 1er-dernier titre |
| ---------------------------- | -- | ----------------------- |
| Racing Club de France        | 61 | 1914-2000               |
| AS Patton Rennes 35          | 10 | 1991-2010               |
| Nice LTC                     | 5  | 1977-1984               |
| Villa Primrose               | 4  | 2012-2020               |
| TC Paris                     | 3  | 1950-2014               |
| CASG Paris/ Paris Jean-Bouin | 3  | 2005-2007               |
| Lagardère Paris Racing       | 2  | 2009-2011               |
| TC Quimperlé                 | 2  | 2013-2025               |
| TC Boulogne-Billancourt      | 1  | 2024                    |
| Blanc-Mesnil ST              | 1  | 2023                    |
| Stade Toulousain             | 1  | 2022                    |
| US Colomiers                 | 1  | 2019                    |
| Saint-Amand TCPH             | 1  | 2017                    |
| AASS Sarcelles               | 1  | 2015                    |
| TC Lille                     | 1  | 2002                    |
| ASPTT Metz                   | 1  | 1998                    |
| CA Vincennes                 | 1  | 1985                    |

| Équipe                       | Nb | Ecart 1er-dernier titre |
| ---------------------------- | -- | ----------------------- |
| Racing Club de France        | 45 | 1929-2002               |
| CASG Paris/ Paris Jean-Bouin | 11 | 1957-1986               |
| TC Paris                     | 8  | 1927-2020               |
| Lagardère Paris Racing       | 5  | 2007-2013               |
| CT Clermontois               | 2  | 2022-2023               |
| TC Thionville                | 2  | 2003-2016               |
| TCM Denain                   | 2  | 2012-2014               |
| TC Meru                      | 2  | 1998-1999               |
| TC Villiers-le-Bel           | 1  | 2025                    |
| TC Tremblaysien              | 1  | 2024                    |
| ASPTT Metz                   | 1  | 2018                    |
| Levallois SC                 | 1  | 2011                    |
| CT Taverny                   | 1  | 2005                    |
| Stade Toulousain             | 1  | 2004                    |
| Monte-Carlo CC               | 1  | 1994                    |
| Côte Basque CC               | 1  | 1991                    |
| Stade français               | 1  | 1926                    |